# Петрозаводский индустриальный колледж
Петрозаво́дский индустриальный колледж (ГАПОУ РК «Индустриальный колледж») — реорганизованное государственное учреждение среднего профессионального образования Республики Карелия. Был расположен в Петрозаводске.

## Общие сведения
В 1933—1940 гг. в Петрозаводске существовал Карельский индустриальный техникум, который в 1941 г. был переведен в Виипури и в связи с началом Великой Отечественной войны закрыт.
Учебное заведение, правопреемником которого стал индустриальный колледж, было открыто 10 июля 1968 года как Машиностроительный техникум с целью подготовки специалистов-техников (средне-техническое специальное образование) для ПО «Тяжбуммаш», специализировавшегося на выпуске оборудования для производства целлюлозно-бумажной продукции.
В 1993 году преобразован в Петрозаводский машиностроительный колледж.
В 2014 году, в результате реорганизации и слияния с государственным автономным образовательным учреждением среднего профессионального образования Республики Карелия «Индустриальный колледж» (образованным в результате слияния профессионального лицея № 1 имени Героя Советского Союза Н. Ф. Репникова и государственного образовательного учреждения начального профессионального образования Республики Карелия Профессиональным училищем № 19), Петрозаводский машиностроительный колледж был переименован в государственное автономное профессиональное образовательное учреждение Республики Карелия Индустриальный колледж.
Колледжем осуществлялась подготовка специалистов по следующим специальностям:
- Экономика и бухгалтерский учёт
- Электрические станции, сети и системы
- Электроснабжение
- Монтаж и техническая эксплуатация промышленного оборудования
- Технология машиностроения
- Компьютерные системы и комплексы

В 2018 году был реорганизован путем присоединения к Петрозаводскому автотранспортному техникуму.

## Директора
- В. С. Шатин (1968—1982)
- А. Т. Кузнецов (1982—1995)
- В. И. Володин (1995—2013)
- А. В. Васильев (2013—2018)